# 葡萄牙华人

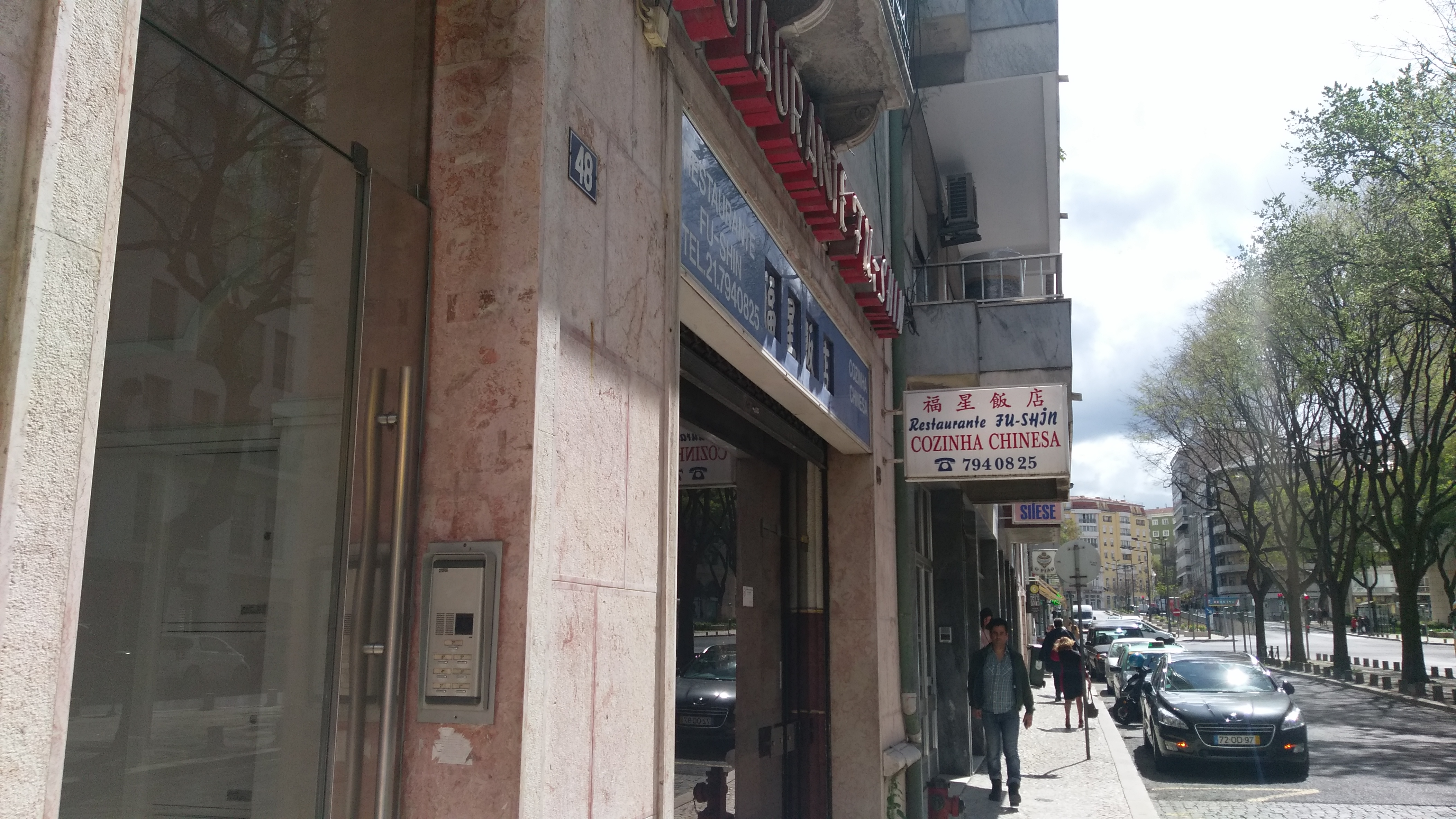
里斯本中華餐館

葡萄牙华人（葡萄牙語：Chineses em Portugal）是指居住在葡萄牙的華人，不管其國籍為何。而國籍为葡萄牙的華人則稱為華裔葡萄牙人。
葡萄牙華人是葡萄牙最大的亞裔團體，在葡萄牙具有外國背景的團體當中排名第12。盡管葡萄牙華人僅構成了海外華人在歐洲當中的一小部分，但由於葡萄牙從16世紀開始對澳門的殖民和貿易歷史，葡萄牙華人成為了歐洲華人的先行者。

## 移民歷史

### 早期华人奴隶
一些在西班牙的中國奴隸於年輕時被帶到葡萄牙里斯本並被轉賣後最終到達那裡。Tristán de la China是一名中國男孩，在他還是個孩子的時候就被葡萄牙人當作奴隸。1520年代，他被裡斯本的Cristobál de Haro買下，並被帶到塞維利亞和巴利亞多利德居住；在1525年替洛阿伊薩探險隊擔任翻譯而獲得報酬，當時他還是個青少年。 
1540年裡斯本就有中國奴隸的記錄，在1549 年左右，一名中國學者被帶到葡萄牙，明顯是在中國南部沿海某地被葡萄牙列強奴役。他被João de Barros收購，並與葡萄牙歷史學家合作，將漢文文獻翻譯成葡萄牙文。
十六世紀的葡萄牙南部也有中國奴隸，但其數量被描述為「非常少」，少於東印度、模里西斯和非洲的奴隸。美洲印第安人、華人、馬來人和印度人在葡萄牙曾是奴隸，但數量遠少於土耳其人、柏柏爾人和阿拉伯人。中國和馬六甲是葡萄牙總督運送奴隸到葡萄牙的起源地。1562年10月23日的一份證明記載了一位名叫António的中國男子，他被葡萄牙婦女Dona Maria de Vilhena購買成為奴隸 ，她是埃武拉的一位貴族婦女。在埃武拉，António是男性奴隸最常見的三個男性名字之一。 Dona Maria de Vilhena擁有兩名埃武拉僅有的中國奴隸，她從自己擁有的奴隸中選擇他來照顧騾子，因為他是中國人，將艱鉅困難的任務被分配給了摩里斯科人、華人和印度人的奴隸。
Dona Maria de Vilhena 在她的十五個奴隸中擁有一位中國人，反映了她較高的社會地位，因為中國人、摩里斯科人和印度人都是珍貴奴隸的種族，而且比黑人昂貴得多，所以上層人士都擁有這些種族，由於她的丈夫Simão參與了東方的奴隸貿易，她擁有許多不同種族的奴隸。當Dona Maria de Vilhena去世時，她在遺囑中解放了這名中國男子以及其他幾名奴隸，並給他留下了 10,000元雷亞爾。 D. Maria de Vilhena 是貴族兼探險家Sancho de Tovar的女兒，她結過兩次婚，第一次婚姻是與探險家Cristóvão de Mendonça，第二次婚姻是與Simão da Silveira。
D. Maria de Vilhena 擁有埃武拉最多的奴隸，她的遺囑記錄有著十五名奴隸。
1570年代，西班牙印度議會提起了一起法律訴訟，涉及塞維利亞的兩名中國男子，其中一名是自由人Esteban Cabrera，另一名是奴隸Diego Indio，並針對迭戈的主人Juan de Morales。Diego Indio回憶說，當他年紀小的時候，他就被Francisco de Casteñeda從墨西哥帶到尼加拉瓜，然後到秘魯和巴拿馬，最後經里斯本到西班牙。
葡萄牙人於1543年首次與日本有交流後，大規模的奴隸貿易就發展起來，在16世紀和17世紀，葡萄牙人在日本購買日本人作為奴隸，並將其出售到海外各地，包括葡萄牙本土。
許多文件都提到了大規模的奴隸貿易以及對日本奴役的抗議。 日本奴隸被認為是第一個到達歐洲的國家，正如教會在1555年指出的那樣，葡萄牙人購買了大量日本女奴做為性奴隸。當時的葡萄牙國王塞巴斯蒂安擔心它由於日本的奴隸貿易規模不斷擴大，會使天主教會傳教產生負面影響，因此他於1571 年下令禁止奴隸貿易。 一些朝鮮奴隸被葡萄牙人購買並從日本帶回葡萄牙。他們是日本入侵在朝鮮期間（1592-1598）被運送到日本的數萬名朝鮮戰俘之一。在1520年代，葡萄牙人大量購買中國人作為奴隸。 日本信奉基督宗教的領主主要負責向葡萄牙人出售自己的同胞。 日本婦女和男子、爪哇人、中國人和印度人都被賣到葡萄牙當奴隸。中國男孩在孩童時期就被從殖民地澳門綁架並賣到里斯本當奴隸。
巴西從宗主國葡萄牙進口的一些中國奴隸。 1578年， Fillippo Sassetti在里斯本的大型奴隸社區中看到了一些中國和日本奴隸，儘管大多數奴隸是黑人。巴西和宗主國葡萄牙都是葡萄牙人購買的中國奴隸的目的地。葡萄牙向殖民地巴西輸出了一些中國奴隸，將軍事、宗教和文職秘書工作以及其他較輕鬆的工作都交給了中國奴隸，而將苦役則交給了非洲奴隸。 僅1578年，里斯本的非洲奴隸數量就超過了同城的日本和中國奴隸。一些中國奴隸被賣到葡萄牙殖民地巴西。 
根據來自佛羅倫薩Fillippo Sassetti 的說法，烹飪是1580年左右里斯本中國奴隸的主要職業，他們被葡萄牙人視為「勤奮」、「聰明」和「忠誠」。葡萄牙人也比非洲黑人和摩爾人更重視東方奴隸，因為他們很稀有。 中國奴隸比摩爾人和黑人更昂貴，顯示了主人的崇高地位。葡萄牙人將聰明和勤奮等特質歸因於中國奴隸。高智商等特徵被認為是中國奴隸、日本奴隸和印度奴隸的特徵。
由於中國和日本對販賣奴隸提出抗議 ，1595年葡萄牙帝國通過了一項禁止買賣中國和日本奴隸的法律，1624年2月19日，葡萄牙國王禁止奴役中國人無論性別。

### 二十世纪至今
二十世紀中葉，華人在葡萄牙形成了小社區。 第二次世界大戰後，大批澳門土生葡人大量湧入葡萄牙定居。這種狀況在1975年最為突出，當時葡萄牙軍隊從澳門撤出了大部分駐軍，與軍隊有聯繫的澳門人移居到葡萄牙。在澳門殖民地政府工作的華裔澳門人也在此期間抵達葡萄牙學習或接受職位訓練。
隨著1970年代莫三比克脫離葡萄牙殖民過程的開始和準備獨立，莫三比克的一些華人也移居到葡萄牙。然而，華人大規模移民葡萄牙在1980年代才開始；新移民主要來自浙江青田和瑞安，也有一些來自澳門，其它是一些来自山东、广东和福建等地的华人。隨著移民數量持續增長，社會機構紛紛成立，為華人社群服務；然而，這些機構的性質因移民群體而異。來自澳門的老移民和新移民以及來自莫三比克的華人，已經熟悉葡萄牙的文化，成立了社區協會和辦中文報紙，以更好地幫助新移民適應葡萄牙的新生活。從中國大陸（內地）來的新移民在老移民的企業內工作。
在澳門回歸之前，有預計將會有十萬澳門居民移民到葡萄牙，1985年至1996年間，有5853名澳門華人獲得葡萄牙國籍； 然而，他們中的大多數是居住在澳門，並不居住在葡萄牙或後來移民到那裡。1999年澳門主權移交之前，一些來自澳門的黑社會成員也與葡萄牙妓女結婚。

## 人口特征
根據華人社團調查顯示，葡萄牙華人的平均年齡非常年輕，29.6%的人在30歲以下，38.5%的人在31歲至40歲之間。 超過四分之三的人居住在里斯本、波爾圖或法魯。

### 移民潮和社團
儘管自十六世紀下半葉以來，中國奴隸、僕人和商人就很早就抵達葡萄牙，但直到第二次世界大戰後，有規模華人社區才開始形成。 在戰前，土生葡人以及與澳門殖民地政府有聯繫的華人是葡萄牙主要的華人移民。
由於 1950年代以後華人移民到葡萄牙的人數大幅增加，因此根據移民浪潮和目的對社群人口進行了分類。葡萄牙最古老的華人社群由來自澳門的華人及其後裔組成。 他們是華人移民中同化程度最高的群體，分散在葡萄牙全國各地。澳門移民到葡萄牙的華人主要為專業人士、學生身份和與葡萄牙有血緣的家庭。 1999年葡萄牙將澳門回歸給中華人民共和國之前，也出現了較小規模的移民浪潮。
第二批移民由葡萄牙前殖民地的華人組成，尤其是莫三比克，他們在 1970年代初期隨著這些殖民地獨立而移居到葡萄牙。葡萄牙非洲殖民地的政治不穩定和經濟活動的衰退為華人移民到大都市創造了有利的條件，而不是在新政府中作為一個隔離群體存在。 由於這些前殖民地的華人社群移民葡萄牙語流利程度高，對葡萄牙社會文化熟悉，這波移民的華人能夠很好地融入葡萄牙社會。
在1980年代以前，葡萄牙的華裔移民主要來自澳門和莫三比克，1980年代之後，來自中國大陸（內地）的學生和經濟移民數量開始增加。絕大多數中國大陸（內地）新移民來自浙江省，在葡萄牙工作主要為非技術性工人。隨後，一批批技術水平更高的工人和學生以及先前抵達的新移民把家人也接去。 根據報道，這群移民中有非法移民，其中包括那些在居留許可被拒絕後仍然留在葡萄牙的人。
由於葡萄牙華人移民的性質不同，該社群在籍貫界限上並沒有強烈統一，而是透過移民歷史實現了統一。 來自澳門和莫三比克的華人已成功融入葡萄牙社會，同時也成立了為兩地華人移民群體服務的華人群文化組織。同時，來自中國大陸（內地）的新移民繼續尋找由早期老移民領導的非正式社交網絡。 葡萄牙語不流利和不願進行籍貫社群間交流是這種依賴的主要特徵。 此外，新移民和老移民之間的接觸也因各種漢語而受到阻礙，因為老移民使用粵語而不是普通話，而新移民主要使用普通話和吳語。儘管如此，最近還是透過華人老移民社群提供的專業服務實現了一些群體間的接觸。

## 就業工作
葡萄牙華人社群中，82.6%是僱員；然而，企業家的數量卻呈上升趨勢，從1990年的9.4%增加到2000年的17.4%，幾乎翻了一倍。 
五分之四的商業個體戶來自浙江新移民； 其他族群的創業率則低得多。來自莫三比克和其他前葡萄牙殖民地的華人移民，由於葡萄牙語流利，熟悉葡萄牙當地商業經濟，能夠在葡萄牙社會做比較專業技術的工作，特別是銀行員工、工程師和醫生。
大多數中資企業都是小型家族企業，涉及服務、零售和進出口行業。他們的供應商是歐洲其他地區的中資企業；許多葡萄牙公司是他們的客戶，但很少是他們的供應商。 中國企業主傾向於尋找其他華人很少的地區，以避免競爭並尋找開拓新市場。